# ادوین جکسون
ادوین جکسون (انگلیسی: Edwin Jackson؛ زادهٔ ۱۸ سپتامبر ۱۹۸۹) بازیکن بسکتبال اهل فرانسه است.
از باشگاه‌هایی که در آن بازی کرده‌است می‌توان به باشگاه بسکتبال بارسلونا اشاره کرد.
وی در مسابقات کشوری و بین‌المللی در مجموع برندهٔ ۱ مدال طلا، ۱ مدال برنز شده‌است.